# Gralla oriental
La gralla oriental o gralla dàurica (Coloeus dauuricus) és una espècie d'ocell de la família dels còrvids (Corvidae) que habita boscos clars i terres de conreu d'Àsia Oriental, a Sibèria meridional, Mongòlia, centre i nord de la Xina i sud-est del Tibet.